# Strange Clouds
Strange Clouds (literalment «Núvols Estranys») és el segon àlbum d'estudi del raper estatunidenc B.o.B, publicat l'1 de maig del 2012 sota les discogràfiques Rebel Rock, Grand Hustle i Atlantic Records. L'àlbum inclou artistes convidats com Chris Brown, Lil Wayne, Taylor Swift, Ryan Tedder i T.I., entre d'altres.

## Llista de cançons
| Núm.          | Títol                                 | Durada |
| ------------- | ------------------------------------- | ------ |
| 1.            | «Bombs Away» (amb Morgan Freeman)     | 5:28   |
| 2.            | «Ray Bands»                           | 3:48   |
| 3.            | «So Hard to Breathe»                  | 4:21   |
| 4.            | «Both of Us» (amb Taylor Swift)       | 3:36   |
| 5.            | «Strange Clouds» (amb Lil Wayne)      | 3:47   |
| 6.            | «So Good»                             | 3:33   |
| 7.            | «Play for Keeps»                      | 3:22   |
| 8.            | «Arena» (amb Chris Brown i T.I.)      | 4:27   |
| 9.            | «Out of My Mind» (amb Nicki Minaj)    | 3:43   |
| 10.           | «Never Let You Go» (amb Ryan Tedder)  | 4:20   |
| 11.           | «Chandelier» (amb Lauriana Mae)       | 4:00   |
| 12.           | «Circles»                             | 3:47   |
| 13.           | «Just a Sign» (amb Playboy Tre)       | 5:58   |
| 14.           | «Castles» (amb Trey Songz)            | 3:54   |
| 15.           | «Where Are You (B.o.B vs. Bobby Ray)» | 4:51   |
| Durada total: | Durada total:                         | 62:57  |